# Sepúlveda
Sepúlveda er en by og kommune i det centrale Spanien i provinsen Segovia. Den har et indbyggertal på 988 (2024) indbyggere.